# ニシキヒメアオバト
ニシキヒメアオバト （学名：Ptilinopus perousii）は、ハト目ハト科に分類される鳥類。

## 分布
フィジー、サモア、トンガなどの熱帯雨林、亜熱帯雨林に生息する。

## 特徴
全長約23cm。非常にカラフルな色合いをしている。飛ぶ。